# 花宮みぃ
花宮みぃ（はなみやみぃ）は、日本の漫画家、バーチャルYouTuber。2021年8月号から2023年5月号までの『まんがタイムきらら』本誌で、漫画作品『ゆらめきラグーン』を連載していた。その後『まんがタイムきらら』本誌にて、2024年11月号から2025年1月号までのゲスト掲載を経て、2025年3月号より『海のみちるごはん』を現在連載中。

## 人物
本人の人物像については、2022年にバーチャルYouTuberとしての活動を始めるまでは、飲酒できる年齢という事以外は、性別も含め不明だった。
出身地や漫画家デビュー以前の来歴等は未公開である（2023年2月4日現在）。

## 活動
2018年から『まんがタイムきらら』本誌（芳文社）で、漫画家として活動している。Twitterにて不定期でイラストを投稿しているものの、イラストレーターとしての活動は行っていない（2023年2月4日現在）。2022年より、デビュー時に予め開設していたYouTubeチャンネルにて、バーチャルYouTuberとしての活動を開始した。配信内容は主に、ゲーム実況やイラスト制作で、ライブ配信を中心に行っている。

## 略歴
2018年
- 08月00　 - Twitterアカウントを開設。
- 09月01日 - YouTubeチャンネルを開設。
- 09月06日 - Twitterにて活動を開始。
- 09月07日 - 『まんがタイムきらら』2018年10月号に、デビュー作『たびひよこ』の第1話が掲載。
- 12月07日 - 『まんがタイムきらら』2019年1月号に、『たびひよこ』の第2話が掲載。

2019年
- 01月09日 - 『まんがタイムきらら』2019年2月号に、『たびひよこ』の第3話が掲載。
- 12月09日 - 『まんがタイムきらら』2020年1月号に、二作目『クラフトガール』の第1話が掲載。

2020年
- 01月09日 - 『まんがタイムきらら』2020年2月号に、『クラフトガール』の第2話が掲載。
- 02月07日 - 『まんがタイムきらら』2020年3月号に、『クラフトガール』の第3話が掲載。

2021年
- 04月09日 - 『まんがタイムきらら』2021年5月号に、三作目『ゆらめきラグーン』の第1話が掲載。
- 05月08日 - 『まんがタイムきらら』2021年6月号に、『ゆらめきラグーン』の第2話が掲載。
- 06月09日 - 『まんがタイムきらら』2021年7月号に、『ゆらめきラグーン』の第3話が掲載。
- 07月09日 - 『まんがタイムきらら』2021年8月号から、『ゆらめきラグーン』が第4話から連載開始、初の連載作品となる。
- 10月08日 - 『まんがタイムきらら』2021年11月号に、『ゆらめきラグーン』の第8話と共に、「My Private D☆V」が掲載。

2022年
- 06月27日 - 『ゆらめきラグーン』の単行本が発売。
- 11月10日 - バーチャルYouTuberデビューを告知。
- 11月12日 - YouTubeにてバーチャルYouTuberとして活動を開始。

2023年
- 03月09日 - 『まんがタイムきらら』2023年4月号にて、『ゆらめきラグーン』が次号となる5月号で最終回を迎える事が発表される。

## 作品リスト
- たびひよこ（『まんがタイムきらら』2018年10月号、2019年1月号・2月号、全3話）
- クラフトガール（『まんがタイムきらら』2020年1月号 - 3月号、全3話）
- 『ゆらめきラグーン』芳文社〈まんがタイムKRコミックス〉、全2巻[31]（『まんがタイムきらら』2021年5月号 - 7月号〈ゲスト〉、2021年8月号 - 2023年5月号）
- 海のみちるごはん（『まんがタイムきらら』2024年11月号[32] - 2025年1月号[33]〈ゲスト〉、2025年3月号[34] - ）